# Personaggi di Ragna Crimson
Questo è un elenco dei personaggi che appaiono nella serie manga Ragna Crimson di Daiki Kobayashi e pubblicata da Square Enix.

## Personaggi principali
Ragna (ラグナ?, Raguna)
Doppiato da: Chiaki Kobayashi e Nobutoshi Canna (futuro)
Protagonista dell'opera, all'età di tre anni Ragna vide i propri genitori venire uccisi dai draghi, cui seguirono alcuni suoi parenti che lo accolsero e una famiglia benestante che lo adottò, guadagnandosi la reputazione di essere maledetto o che, addirittura, collaborasse con i draghi; questo lo ha portato a provare una sensazione di malessere in presenza di grandi gruppi di persone. Fu salvato da Leonica, la quale, vedendo in lui una forza nascosta che gli permetteva sempre di sopravvivere, lo invitò a dare insieme la caccia ai draghi. A causa della mancanza di talento, però, Ragna si occupava più che altro delle mansioni quotidiane, lasciando a Leonica il compito principale; ma pur credendo che non sarebbe mai riuscito a raggiungere il suo livello, decise di allenarsi segretamente per poter restare con lei il più a lungo possibile. Diversi anni dopo Ragna ha un sogno premonitore in cui vede Leonica venire uccisa mentre tenta di salvarlo ma anche un guerriero vincere contro diversi draghi, il quale diventa sempre più intenso a seguito della distruzione della città di Donapierru da parte di questi ultimi finché anche la città di Ronabera in cui risiedono non viene attaccata dal drago superiore Grymwelte. Cercando di tendergli un'imboscata Ragna finisce, però, per essere gettato nel fiume, dove nel suo inconscio viene raggiunto dal guerriero che aveva visto in sogno, capendo di trovarsi davanti il suo sé stesso futuro. Dopo un iniziale rimprovero sul fatto che se voleva davvero proteggere Leonica avrebbe dovuto diventare più forte e non crogiolarsi nella sua forza, questi gli rivela che, dopo la morte della ragazza, ha giurato di vendicarsi su tutti i draghi riuscendo, dopo diversi scontri e perso diversi compagni, a superare i limiti umani, fondendosi addirittura con la propria spada argentata rendendo la sua stessa carne un'arma che emana un'aura di argentasi e padroneggiando la tecnica ammazzadraghi definitiva, le "arti marziali argentasiche". A quel punto, però, non aveva più niente da proteggere, per cui Ragna gli chiede di donargli la sua forza (cosa che la sua controparte aveva, comunque, intenzione di fare) e grazie alle sue nuove conoscenze e abilità riesce a sconfiggere Grymwelte e tutti i draghi. Da questo momento Ragna diventa determinato a distruggere tutti i draghi per proteggere ciò che è importante per lui, vedendosi, però, costretto a separarsi da Leonica, ritenendola ora come ora debole nel combattere insieme a lui, e alleandosi con Crimson, il quale crea per lui l'epiteto di Mietitore. Durante la battaglia contro la stirpe degli Alati a Celesviera combatte contro Woltekamui, combinando le proprie arti marziali argentasiche alla spada che la principessa Starlia ha creato per lui la quale incrementa le sue capacità argentasiche, potendo modificare il proprio corpo in spade. Dopo la sconfitta degli Alati Ragna decide di unirsi alla Chiesa Solariana come undicesimo Flagello dei draghi, in cui è conosciuto come Santo della spada d'argento. Il suo vero intento, però, è impedirne la distruzione dall'interno a seguito della morte per vecchiaia dell'attuale leader Dula Polo Nello, facendosi promettere di prenderne il posto dimostrando il proprio valore rispetto a tutti gli altri Flagelli dei draghi.
Crimson (クリムゾン?, Kurimuzon)
Doppiato da: Ayumu Murase
L'ex Monarca della stirpe degli Alati che, per ragioni sconosciute, cercò di uccidere il Dio Drago e per questo venne sconfitto. Riuscì, però, a sopravvivere, agendo da quel momento nell'ombra e sigillando tramite la sua magia dello spazio-tempo il proprio cuore, perdendo sia i suoi poteri ma anche le debolezze tipiche dei draghi, oltre a poter manipolare non solo emotivamente ma anche mentalmente coloro che incontra per mantenere segreta la sua identità. Il vero aspetto di Crimson non è chiaro, poiché usa identità diverse, ma il più comune è quello di un ragazzo androgino dai lunghi capelli cremisi e con indosso un vestito da mago; unica caratteristica coerente sono i suoi occhi: verde il destro mentre rosso e draconico il sinistro, di solito nascosto dai suoi capelli o qualcos'altro. Abile scienziato è in grado di creare armi e oggetti tecnologicamente molto più avanzati, così come esseri funzionali come i suoi servitori Slime, Chimera e Golem. Possiede una sorta di pseudo-immortalità dato che, quando muore, viene creato un nuovo corpo a cui vengono trasferite le sue memorie. Individuo condiscendente e autorevole, Crimson disprezza chiunque, sia umani che draghi, e non si fida di nessuno, anche quando collabora a stretto contatto con gli altri. È sempre un passo avanti e lo dimostra pianificando in anticipo e ingannando chiunque, quando necessario, con successo, ottenendo informazioni da solo o tramite i propri servi, ed è disposto a commettere qualsiasi crudeltà o atrocità per raggiungere i suoi obiettivi. Il suo metodo d'azione preferito è attraverso la guerra psicologica, esprimendosi in modo brutalmente schietto e senza mezzi termini, torturando psicologicamente ed emotivamente chiunque senta le sue parole crudeli ma, comunque, accurate. Incontrò Ragna quando questi si trafisse con la sua spada d'argento per fermare il rituale di trasformazione impostogli da Ultimatia, trovandolo interessante e conducendovi degli esperimenti, con i due che strinsero un'alleanza per poter raggiungere il loro comune obiettivo di distruggere tutti i draghi, tra cui lo stesso Crimson. In seguito esaudisce il desiderio di Ragna di trasferire tutta la sua forza al suo sé passato così che possa usarla per proteggere ciò che aveva perduto. Nella nuova linea temporale incontra Ragna dopo che questi salva la sua copertura come Eliza Yorkshire da Temruogoiccic e, seppur inizialmente reticente a fidarsi del ragazzo, decide di allearsi con lui dopo averne visto le capacità derivanti dall'uso dell'aura di argentasi - progettando di creare un corpo di soldati dotati di armi e armature contenenti tale aura - in cambio di ingerire del veleno qualora intenda tradirlo. La collaborazione tra i due è altalenante, in quanto Ragna rispetta Crimson come alleato contro i draghi pur non approvandone certi metodi, culminando nel momento in cui, volendo salvare immediatamente la principessa Starlia dalla stirpe degli Alati, va contro i suoi ordini di aspettare e prepararsi portando all'attivazione del veleno. Con sorpresa di Crimson, tuttavia, Ragna si rialza, lasciandolo sbigottito dato che il veleno è composto da nanomacchine immuni per natura alla magia - e che più avanti scoprirà essere opera del suo sé futuro, il quale aveva immesso degli anticorpi in Ragna -, e rifilandosi anche una predica dal ragazzo sul fatto che, non avendo un cuore, non possiede determinazione. Inizialmente frustrato per la situazione, Crimson decide di partecipare alla battaglia tra i Manti Argentati e gli Alati quando si rende conto, viste le diverse difese su Celesviera, che Ultimatia non è in grado di usare la magia temporale, riassorbendo il proprio cuore e riottenendo una parte dei suoi poteri come Monarca. Arriva quasi a ucciderla fino all'intervento di Ferbigoth che, con la sua magia, per poco non disintegra anche lui, costringendolo a passare il compito a Slime che rivitalizza Häsela con un suo braccio. In seguito segue Ragna nella Chiesa Solariana, supportandolo da dietro le quinte con l'identità del Flagello dei draghi Orgel il Profeta.

## Manti Argentati
Corpo speciale dell'esercito del Regno di Lese, fondato e armato personalmente dalla principessa Starlia Lese grazie alla propria capacità di forgiare armi argentate, e situati in un'area addestrativa militare nella regione nordorientale. Riescono a sconfiggere Dornea spingendo Ultimatia a inviare contro di loro Taratectra e Olto Zora, e dopo aver compreso l'imminente caduta del regno decidono di evacuare insieme ai loro rifugiati tramite un circolo magico di teletrasporto. Pur riuscendo nel loro intento subiscono, però, pesanti perdite, sia durante la battaglia contro i due draghi superiori che in quella nella capitale in cui riescono a sterminare la stirpe degli Alati. In seguito i sopravvissuto decidono di diventare il corpo di soldati ammazzadraghi dotati di armamenti argentasici progettati da Crimson.
Starlia Lese (スターリア・レーゼ?, Sutāria Rēze)
Doppiata da: Rina Hidaka
Seconda principessa del Regno di Lese e comandante dei Manti Argentati. Starlia nacque senza entrambe le braccia in cambio, però, di poter vedere l'aura in ogni cosa (tranne nei draghi), manipolando gli oggetti in cui era presente e venendo soprannominata la "principessa dell'argenteria", in quanto tra le prime cose che riuscì a manipolare. Fin dalla tenera età eccelse nelle abilità militari, e all'età di sei anni sconfisse tre draghi inferiori, a sette partecipò e vinse un torneo nascondendo la sua vera identità, a otto sconfisse un branco di draghi tra cui due mediani, e a nove sventò un colpo di stato pianificato dal tenente generale Pereiro. Crescendo si dedicò alla realizzazione di armi d'argento, creandosi due protesi come braccia e venendo riconosciuta come una rinomata artigiana; asserì, inoltre, che se si fosse dovuta sposare sarebbe stato con qualcuno più forte del suo maestro Garm. È una realista dal cuore freddo che prende decisioni basate sull'intuizione ma allo stesso tempo apprezza la razionalità, presentando, però, in certi momenti un comportamento strano, come grigliare e mangiare carne di drago. Incontra Ragna e Crimson quando questi finiscono teletrasportati nella base dei Manti Argentati, mostrando un rapporto di estremi opposti tra i due: se da una parte è disgustata dalla natura oscura e perversa di Crimson, arrivando quasi a eliminarlo prima di essere fermata da Ragna, scopre, invece, di essersi innamorata del giovane cacciadraghi vedendo in lui il suo uomo ideale - dato che lo percepisce come una spada d'argento dotata di arti umani e dal fisico temprato dalle battaglie. Durante la battaglia tra Olto Zora e Taratectra combatte in prima linea supportando i suoi compagni, rimanendo ferita a causa della capacità bellica superiore del nemico. Quando Taratectra si autodistrugge invia il suo spirito per sostenere Ragna, venendo subito dopo decapitata da Woltekamui. Inizialmente creduta morta, diversi fattori fanno capire che è ancora viva - più precisamente è stato lo stesso Woltekamui a riattaccarle la testa -; purtroppo, però, Olto Zora le inietta un veleno nel corpo che la farà morire qualora i suoi alleati si trovino nelle vicinanze o lasci la capitale. Sia per dovere che su richiesta di Woltekamui, Starlia crea per Ragna una spada ispirandosi alla cometa argentata, l'astro che portò il materiale con cui contrastare i draghi, e pur non riuscendo completamente nel suo intento a causa del veleno i suoi sforzi permettono al ragazzo di avere la meglio sul suo avversario; inoltre, Olto Zora, riuscito a recuperare i suoi ricordi, neutralizza il veleno salvandola all'ultimo, finendo, tuttavia, in coma.
Isaac Stern (アイザック・スターン?, Aizakku Sutān)
Doppiato da: Tomoaki Maeno
Vice comandante dei Manti Argentati con il grado di Maggiore, divenuto consulente di Starlia grazie alla sua serietà, abilità con la spada e capacità di comando godendo, quindi, di grande fiducia da parte dei suoi uomini. Sebbene porti gli occhiali essi sono solo di scena, in quanto agli occhi della principessa la natura di Isaac prende la forma dei suddetti portandola a chiamarlo "quattrocchi", iniziando da quel momento a indossarli. Durante la battaglia contro Olto Zora e Taratectra combatte all'interno della base contro i draghi adulti di Ultimatia e Nebulim (nell'anime solo il primo), riuscendo a resistere fino all'intervento di Crimson. Nella battaglia alla capitale guida i Manti Argentati contro Olto Zora, riuscendo a dare il colpo di grazia al Burattinaio Folle così come a Borgius.
Garm Ulban (ガルム・ウルバン?, Garumu Uruban)
Doppiato da: Shirō Saitō
Primo capo spadaccino dei Manti Argentati e maestro di Starlia, conosciuto come la Spada Lupesca. Nonostante la veneranda età è il più forte del corpo e nella battaglia contro Dornea è stato lui a sferrargli il colpo finale. Starlia lo vede come se la sua spada e il suo corpo fossero fusi in parte, definendolo un tutt'uno con essa. All'arrivo di Ragna e Crimson perde contro il giovane cacciadraghi cadendo in depressione, in particolare dopo aver saputo che Starlia (che considera come una nipote) se ne sia innamorata. Garm riesce a capire che la forza di Ragna non viene dal talento ma da un allenamento che lo ha portato a superare i propri limiti umani - seppur non capendo come abbia fatto nonostante la giovane età -, convincendosi a diventare ancora più forte e osservando le abilità del ragazzo durante la battaglia contro Taratectra; durante la permanenza al rifugio dei Solariani, inoltre, afferma che desidera diventare il primo essere umano ad avere la stessa forza di Ragna. Nella battaglia contro gli Alati affronta Olto Zora insieme ai suoi compagni ma perisce quando il Burattinaio Folle decide di potenziarsi.
Christopher Algren (クリストファー・オルグレン?, Kurisutofā Oruguren)
Doppiato da: Kenji Hamada e Mari Hino (bambino)
Capo spadaccino dei Manti Argentati dotato di una statura enorme che ne tradisce una grande erudizione. Christopher nacque quando sua madre, una cameriera della famiglia reale di Garness, ebbe una relazione con il re, cosa che comportò il loro abbandono ma spingendo la donna a dare al figlio le migliori istruzioni possibili così che un giorno venisse riconosciuto, impedendogli, però, di poter vivere liberamente la propria vita fino alla sua morte. Pur di lasciarsi il passato alle spalle Christopher decise di intraprendere la carriera da mercenario, dove incontrò Starlia durante uno scontro con un drago adulto in cui perse il braccio destro e, rimanendo affascinato dal carisma della principessa, decise di seguirla ricevendo una protesi. Durante la battaglia contro Olto Zora e Taratectra guida la squadra d'attacco insieme alla principessa, scagliando la lancia su cui Starlia convoglia la volontà dei Manti Argentati per sconfiggere il Drago Esplosivo. In seguito, capendo che la principessa è ancora viva per via della continua funzione della sua protesi, Christopher si unisce insieme ai suoi compagni per salvarla, perendo contro Olto Zora nella capitale.
Shin Cutlass (シン・カトラス?, Shin Katorasu)
Doppiato da: Tasuku Hatanaka
Il più giovane capo spadaccino dei Manti Argentati, dalla pelle scura e dai capelli blu, dotato di una personalità arrogante e competitiva e parlando in modo sarcastico anche verso i suoi superiori. Brandisce due spade e può sprigionare fiamme blu, principalmente usate su ciò che colpisce. Viene nominato da Hugo come suo successore quando quest'ultimo, insieme ad alcuni membri del corpo, decisero di rimanere nel regno. Dopo aver saputo della sconfitta di Garm contro Ragna, Shin lo sfida, perdendo, però, immediatamente; appreso sempre da Garm che la forza di Ragna non è dovuta al talento ma a un costante allenamento continua a sfidarlo, perdendo per un totale di sessantanove volte. Durante la battaglia contro Taratectra, in cui Ragna ha la peggio contro il suo avversario ma vuole inseguirlo nonostante le sue condizioni, Shin si irrita quando lo definisce non adatto a stare al suo fianco e lo sfida sul momento, riuscendo a ottenere la sua prima vittoria per poi accompagnarlo all'inseguimento del Drago Esplosivo. In seguito riesce a sopravvivere nella battaglia contro gli Alati alla capitale reale al prezzo del suo braccio destro e della gamba sinistra.
Fu (フー?, Fū)
Doppiato da: Yukihiro Nozuyama
Un mezzo-drago, un umano nato con del potenziale magico esibendo caratteristiche draconiche, e nel suo caso il braccio destro è in grado di assorbire la magia ma con il rischio di farlo impazzire. In passato produceva e distribuiva narcotici per il regno finché non venne preso da Starlia, la quale lo fece diventare capo teurgo dei Manti Argentati adibito alla creazione di circoli magici. Possiede una personalità artigianale e difficile, e quando Crimson aiuta il suo gruppo di ricerca nel completare il circolo di teletrasporto con le sue tecniche piange di frustrazione in quanto non può più definirlo come una propria creazione. Durante la battaglia contro Olto Zora e Taratectra sconfigge Urshgaurn quando questi penetra nel seminterrato della base, ma successivamente viene paralizzato da Crimson che cerca di convincerlo ad attivare il circolo di teletrasporto per lui e pochi selezionati, venendo salvato dall'intervento di sua sorella Majorca. Nella battaglia contro gli Alati finisce per liberare il pieno potere del suo braccio in modo da combattere frontalmente Olto Zora, finendo per essere tagliato a metà ma riuscendo a dare il colpo di grazia al drago superiore.
Grea (グレア?, Gurea) e Häsela (へゼラ?, Hezera)
Doppiate da: Rio Tsuchiya
Sorelle gemelle mezzo-drago rispettivamente capo artigliere e capo fuciliere dei Manti Argentati. I loro occhi e denti draconici le permettono rispettivamente di vedere per diversi chilometri anche al buio e consentire alla loro voce di raggiungere qualsiasi luogo lontano, oltre che a contrastare le azioni dei draghi; inoltre, mangiandone la carne, sono in grado di rigenerarsi e aumentare la propria forza, ottenendo una coda e rispettivamente due corni a destra e a sinistra. In passato furono esibite come fenomeni da baraccone e per questo non sono state in grado di esprimere emozioni, iniziando poco a poco a sperimentarle. Nella battaglia contro Olto Zora e Taratectra guidano le forze aeree e contrastano i draghi adulti di Disas Trois, venendo, però, abbattute. Alla fine della battaglia Greya viene uccisa da Woltekamui, lasciando Häsela come unica superstite che, per il trauma subito, finisce per perdere di nuovo le sue emozioni. Nella battaglia contro gli Alati Häsela aiuta i suoi compagni a contrastare Olto Zora, venendo, tuttavia, ferita gravemente. Viene ritrovata da Slime che, su ordine di Crimson, le fa mangiare un suo braccio per rivitalizzarla e colpire Ultimatia, essendo immune alla magia temporale grazie all'aiuto dei cloni di Carla, nonostante desiderasse che il tempo venisse riavvolto in modo da potersi riunire con i compagni deceduti. I loro nomi sono ispirati a Hänsel e Gretel.
Majorca Abbott (マジョルカ・アボット?, Majoruka Abotto)
Doppiata da: Marika Kōno
Una mezzo-drago con le orecchie a punta a cui manca quella del sinistro, ha delle lentiggini e una lunga frangia che le copre gli occhi. Anche se non si assomigliano è la sorella minore di Fu e, sebbene quest'ultimo lo mantenga segreto, ne è consapevole. È il presidente di un gruppo di ammiratori della principessa Starlia, infuriandosi quando quest'ultima si innamora di Ragna e facendolo combattere con i suoi compagni mentre infonde le armi della sua aura di argentasi. Possiede la magia di teletrasporto, attivandola quando Crimson cerca di usare il circolo di teletrasporto tramite Fu e spedendolo dall'altra parte ma in caduta libera. Al rifugio dei Solariani Fu le fa prendere dei sonniferi così da evitare che partecipi alla battaglia contro gli Alati nella capitale.

## Chiesa Solariana
Una nazione religiosa militarista dedita allo sterminio di tutti i draghi, considerata la forza più potente dell'umanità contro di essi grazie alle proprie tecniche e tecnologie magiche avanzate tanto che la loro stessa capitale, la Città Sacra di Amen, sembra essere costituita interamente da strutture ad alta tecnologia ed è sovrastata da una torre su cui è presente una struttura ottaedra conosciuta come il Grande Tempio. Per combattere al meglio i draghi, in particolare le sei stirpi, i Solariani cercano di reclutare gli individui più forti e dotati da tutto il mondo, nominandoli Flagelli dei draghi e dando loro il titolo di "Santi", i quali ricevono sostegno e risorse significativi.
Dula Polo Nello (デュラ・ポロ・ネロ?, De~yura Poro Nero)
Leader supremo della Chiesa Solariana conosciuto come il Santo del Sole. Appare come uno scheletro costantemente in fiamme - da cui può manifestarsi come un enorme volto anziano - legato a un trono con delle catene. Nella linea temporale precedente la sua morte per vecchiaia portò alla distruzione della Chiesa, dovuta a lotte intestine per occuparne il posto vacante. Consapevole di quanto accadrà ed esprimendo delusione e rabbia, Ragna gli fa promettere si essere nominato suo successore se sarà in grado di distinguersi dagli altri Flagelli dei draghi.
Carla (カルラ?, Karura)
Doppiata da: Reina Ueda
Una Monaca del Culto del Sole e Flagello dei draghi conosciuta come la Santa del tempo, per via del suo potere di fermare, riavvolgere o accelerare il tempo. Il suo potere era talmente utile che la Chiesa creò dei suoi cloni così da poter continuare a beneficiarne, i quali, tuttavia, possedevano un limite operativo medio di quattro anni a causa del poco potere magico rispetto all'originale e dell'elevata richiesta di mana della magia temporale, finendo, quindi, per essere prosciugate della propria forza vitale. Non è noto se i cloni di Carla abbiano la stessa personalità dell'originale o solo in una certa misura, poiché vengono cresciute consapevolmente solo come strumenti sacrificali per la causa del Culto del Sole. Proprio per questo sono generalmente sempre felici e disposte ad aiutare chiunque ne abbia bisogno, hanno poca considerazione della morte - sia per raggiungimento del limite operativo che per altre cause - poiché sanno che sono facilmente sostituibili e di scarso valore da sole. Il loro punto di vista è pragmatico in quanto agiscono solo se il Culto può trarne beneficio e non in relazione al proprio costo in termini di tempo e risorse. In alcuni casi, tuttavia, durante il processo di clonazione può capitare che ne venga creato uno simile all'originale per personalità e quantità di potere magico, finendo, però, per divergere dagli insegnamenti del Culto del Sole, e uno di questi venne scelto dal Dio Drago come Monarca della stirpe degli Alati che nominò come Ultimatia. Dopo che le forze sopravvissute dei Manti Argentati vengono teletrasportate nel rifugio preparato dai Solariani, la Carla anziana alla guida delle sue simili stringe un accordo con Ragna (il quale ne sopporta a fatica la presenza vista la somiglianza con Ultimatia) affinché i civili di Lese sopravvissuti vengano accolti dalla Chiesa in cambio di eliminare il Monarca degli Alati, usando la propria energia magica per attivare il cerchio di teletrasporto e rendere i combattenti selezionati resistenti alla magia temporale a scapito delle vite di tutte loro.
Li Hakuren (リー・はくれん?, ~I Wakuren)
Flagello dei draghi conosciuto come lo Spadaccino senza età.
Nim Hamnim (ニム・ハムニム?, Nimu Hamunimu)
Flagello dei draghi conosciuta come la Santa della prigione, per via del suo potere di creare barriere a forma di gabbie e passando il tempo all'interno di una di esse. Il motivo è perché finisce per fare inconsapevolmente del male a tutti coloro che le si avvicinano troppo, facendoli morire in circostanze poco chiare, non riuscendo, quindi, a realizzare il suo desiderio di sposarsi. Partecipa alla missione di recupero del frammento della cometa argentata nella miniera di Rugia, dove teletrasporta all'esterno il frammento della cometa argentata ma venendo uccisa da Banko. In seguito si scopre che un suo clone ne ha preso il posto.
Marionetta (マリオネッタ?)
Flagello dei draghi conosciuta come la Santa macchina, dato che si tratta di un automa dalle sembianze di una bambina estremamente ferrata in campo tecnologico, tanto da capire che Slime è il prodotto di una tecnologia altamente avanzata.
Thorgil (トルギル?, Torugiru)
Flagello dei draghi conosciuto come il Super soldato. È il più alto tra i suoi colleghi, apparendo come un uomo calvo imponente con il volto segnato da cicatrici, ed è tra i membri più fedeli del Culto del Sole, considerando la fede una parte essenziale nell'allenamento per oltrepassare i limiti del corpo.
Guster Noa (ガスター・ノア?, Gasutā Noa)
Flagello dei draghi conosciuto come il Santo della rete, per via della sua capacità di coordinazione delle informazioni.
Raptelika (ラプテリカ?, Raputerika)
Flagello dei draghi conosciuta come la Santa drago, dato che si tratta di una mezzo-drago con un potenziale magico paragonabile a quello di un drago superiore, apparendo con diverse caratteristiche draconiche sul corpo e in grado di usare la magia sia di fuoco che di elettricità. Per questo viene definita come un drago nato dall'umanità, "il miracolo del tradimento concesso all'umanità dal Dio Sole". Ha avuto diversi scontri con Woltekamui perdendo ogni volta e, quando viene a sapere della sua sconfitta, decide di testare Ragna passando dal 40% fino al 70% del proprio limite di potere consentitole ma perdendo e riconoscendone la forza.
Raksha (ラクシャ?, Rakusha)
Flagello dei draghi conosciuta come la Santa arcobaleno.
Gine (ギネ?)
Flagello dei draghi conosciuto come il Santo dei cadaveri, per via della sua capacità di creare golem di carne tramite i cadaveri e impiegandoli in diversi usi, dall'arte bellica alla forza lavoro. Ha l'aspetto di un uomo alto con diverse linee di sutura sul corpo. Dopo la battaglia tra Ragna e Glestnowak prende all'insaputa di tutti la scheggia d'osso di Banko.
Nazarena Terzian (ナサレナ・テルジアン?, Nasarena Terujian)
Doppiata da: Yū Shimamura
Tutrice della principessa Starlia, venendo assunta poiché quest'ultima aveva un carattere incontrollabile quando era giovane e non lesinando a punirla colpendola in modo severo nonostante fosse un membro della famiglia reale. Col tempo Starlia acquisì rapidamente umanità e socievolezza, con Nazarena che decise di restare al suo fianco in qualità di sua personale assassina. Durante la battaglia contro Olto Zora e Taratectra riesce ad avvicinarsi al Burattinaio Folle senza farsi scoprire e approfittando di un suo momento di distrazione per colpirlo di sorpresa, anche se in seguito si scopre che quello colpito non era il vero corpo del drago superiore. Nel rifugio dei Solariani rivela di essere un'agente del Culto del Sole che aveva il compito di reclutare Starlia come nuovo Flagello dei draghi, anche se col tempo Nazarena iniziò a tenere sinceramente alla principessa.
Li Ruoxi (リー・ルオシー?, Rī Ruoshī)
Credente di prima classe della Chiesa Solariana e candidata a diventare Flagello dei draghi, oltre a essere la nipote di Li Hakuren nonché sua apprendista e custode. Nel futuro riorganizzò le forze del Culto del Sole venendo conosciuta come l'"ultimo eroe dell'umanità", facendo anche da mentore a Ragna insegnandogli a controllare l'aura per poter creare le arti marziali argentasiche; da lei prese anche l'abitudine di legarsi il cappotto ai fianchi perché, a suo dire, la aiuta a rafforzare i sensi per il combattimento. Inizialmente Ragna, non riconoscendola, la zittisce in malo modo quando afferma di voler diventare il nuovo leader della Chiesa Solariana, ma dopo aver capito chi è cerca di scusarsi con lei, fallendo all'ultimo quando prova a farle abbandonare la lotta contro i draghi in quanto, nel futuro, si sentiva schiacciata dal peso delle sue responsabilità - oltre al fatto che, a causa di Slime, pensa che lui sia interessato a lei. Partecipa alla missione di recupero del frammento della cometa argentata nella miniera di Rugia, venendo imprigionata nella dimensione di Banko dove perde la gamba destra ma uscendone grazie ai consigli di Ragna (basati sugli insegnamenti della sua versione futura) fondendo l'aura d'argentasi insieme a quella umana e solare.

## Draghi
Una razza di creature intrise di magia e nemico naturale dell'umanità, verso cui provano un innato antagonismo che va dal semplice desiderio di uccidere a un profondo disprezzo psicologico. Hanno due punti deboli: l'argento, una sostanza di origine extraterrestre simile all'omonimo metallo la cui aura congela la forza magica presente nel loro sangue, e il Sole, che invece la brucia istantaneamente. Sono divisi in sei stirpi, ognuna guidata da un Monarca scelto dal Dio Drago e costituite dai draghi superiori, ovvero umani che hanno subito un rituale di trasformazione in cui il sangue del loro progenitore viene iniettato nel loro cuore: inizia un processo di trasformazione dove perdono ogni odio verso i draghi ed entrano in una fase di maturazione in cui assimilano il sangue del Monarca, e più rapidamente superano questa fase più il loro potenziale latente sarà maggiore, andando a definire il loro posto nella linea di sangue; tale indicatore, però, non è definitivo poiché anche altri fattori possono influenzare la classifica dei seggi. Essi sono, inoltre, in grado di generare dal loro sangue i draghi inferiori, il tipo più comune con l'intelletto di una bestia selvaggia, e i draghi mediani, più grandi e intelligenti; attraverso l'età e l'esperienza, inoltre, gli inferiori e i mediani diventano draghi adulti, risvegliando nel loro sangue la stessa magia del loro creatore assumendone le caratteristiche, possiedono un'intelligenza paragonabile a quella umana - riuscendo a parlare fluentemente - e sono in grado di mettere in atto le proprie tattiche di battaglia.
Dio Drago (龍神?, Ryūjin)
Un'entità onnipresente che governa la razza dei draghi attraverso i Monarchi, gli unici che possono entrarvi in contatto, il cui obiettivo è quello di nascere in modo da poter esistere nel mondo. Il Dio Drago adatta il suo aspetto in base al pensiero del soggetto che ne influenza anche la personalità: ad esempio, Ultimatia lo vede come sé stessa da bambina che, per capriccio, le ordina di distruggere il Regno di Lese solo perché la sua pasticceria preferita a Donapierru aveva chiuso; nel caso di Crimson, invece, assume una forma incorporea.

### Alati
Ultimatia (アルテマティア?, Arutematia)
Doppiata da: Reina Ueda
Monarca della stirpe degli Alati conosciuta come il Drago Angelico, per via delle suo aspetto simile a quello di un angelo diafano. Nella sua forma draconica diventa un lungo drago bianco senza le zampe posteriori e due paia di ali angeliche: quelle più grandi sono staccate dal corpo mentre quelle più piccole si trovano nella parte inferiore. Possiede la maggiore quantità di mana tra tutti i Monarchi mentre di contro ha il fisico più debole. Dal carattere sempre gioioso e gentile, a differenza dei membri della sua stirpe non è aggressiva verso gli umani, pur vedendoli come creature da compatire e assicurandosi, perciò, di ucciderli nel modo meno doloroso possibile. In origine fu la clone N°19835 del Flagello dei draghi Carla che, insieme alle sue "sorelle", venne usata dalla Chiesa Solariana come supporto nella guerra contro i draghi, usando la magia temporale per accelerare la guarigione dei soldati o riportandoli in vita. Ma a causa del costo della magia temporale, che accelerava il loro decadimento, la Chiesa dava priorità ai membri più devoti, provocando spesso la morte degli altri anche per ferite lievi e portandola a dubitare delle loro pratiche, soprattutto quando assistette alla morte della sua anziana che raggiunse il suo limite operativo esaurendo il mana, capendo che prima o poi sarebbe toccato a lei. Più avanti, divenuta la Carla più anziana, incontrò un giovane Woltekamui che, per via del suo carattere irruente, liberò la sua frustrazione repressa prendendo la decisione di salvare sia le sorelle rimaste coinvolte nell'attacco che il loro aggressore. I due finirono per essere legati da una promessa in cui Woltekamui l'avrebbe liberata dal vincolo verso il dio che, ormai, era costretta a venerare. Gli otto anni seguenti i Solariani, considerandola una risorsa importante a causa del suo potere magico e tempo di funzionamento maggiori, le affidarono il comando di tutti gli altri cloni di Carla anormali, i quali, tuttavia, impazzirono provocando il collasso di molte linee del fronte e venendo giustiziati. I Solariani riuscirono anche a capire la sua connessione con Woltekamui e la usarono come esca per catturarlo, ma mentre aspettava la sua esecuzione venne raggiunta dal Dio Drago che salvò entrambi e la rese un Monarca, dandole il nome Ultimatia. Quando il Dio Drago si dispiace per la chiusura della sua pasticceria preferita a Donapierru, città a cui, proprio per questo (e all'insaputa di tutti), i draghi avevano concesso la loro protezione, Ultimatia interpreta in maniera contorta il suo pensiero del non ricordarsi del Regno di Lese progettando di distruggerlo ma senza far soffrire gli umani di paura e dolore. Sfortunatamente Woltekamui rade al suolo Donapierru senza il suo consenso scatenando il caos, per cui ordina a Disas Trois, Temruogoiccic e Grymwelte di distruggere le città di confine per evitare che qualcuno fugga, dirigendosi in seguito alla capitale Celesviera con lo scopo di conquistarla e renderla una trappola per i rifugiati tramite l'uso della barriera di Nebulim. Un giorno per le strade incontra Ragna che la riconosce e attacca, costringendola a usare costantemente la sua magia temporale per rigenerarsi fino a quando non decide di riavvolgere il tempo prima dell'inizio dello scontro e recuperando lo svantaggio. Tuttavia, Ultimatia non è consapevole che Ragna ha parzialmente in sé il suo sangue, trasferitogli dalla sua controparte futura proprio perché, nella precedente linea temporale, fu la stessa Monarca degli Alati che cercò di trasformarlo in un membro della sua stirpe. Questo permette a Ragna di continuare ad attaccarla all'interno del tempo fermo, facendole perdere fiducia nel suo potere e accusando un pesante crollo psicologico quando Crimson, tentando di farle esaurire la sua riserva magica, detona diverse bombe provocando decine di vittime, ponendola davanti alla decisione di rendersi vulnerabile oppure lasciarli morire tra atroci sofferenze. Ritiratasi nella sua stanza, inoltre, scopre che non riesce più a usare il suo potere, cadendo nella disperazione finché Woltekamui non le rivela che ciò è causato dalla sua mancanza di fiducia e convincendola a fargli eliminare la fonte della sua paura. Durante la battaglia contro i Manti Argentati, Ultimatia viene raggiunta da Crimson nella Camera del Globo, riuscendo a ferirla con i suoi proiettili fino alla distruzione dello spazio isolato per mano di Ferbigoth. Circondata dai Manti Argentati invoca l'aiuto di Woltekamui che, tuttavia, sceglie di concentrarsi nel suo scontro con Ragna, perdendo e portando il Monarca a fermare involontariamente il tempo per la disperazione. Realizzando che il suo potere è tornato, Ultimatia cerca di riavvolgere il tempo ma viene ferita diverse volte da Häsela con la pistola di Crimson. Nei suoi ultimi istanti, in balia del Sole ormai sorto, supplica invano il Dio Drago di salvarla come fece in passato finché non raggiunge la spada di Woltekamui, nella cui ombra trova sollievo prima di morire. È ispirata nel nome e nei poteri ad Artemisia, antagonista di Final Fantasy VIII.
Woltekamui (ウォルテカムイ?, Worutekamui)
Doppiato da: Junichi Suwabe
Secondo seggio della stirpe degli Alati conosciuto come l'Artiglio Fulmineo, non tanto per la sua elettrocinesi, grazie a cui è anche in grado di muoversi a forte velocità coprendo enormi distanze, quanto per la sua arma, uno dei sei Artigli di Gilzea che prese dopo averne sconfitto uno dei discepoli e nelle cui mani è in grado di cambiare forma istantaneamente. Finì per scontrarsi con lo stesso Monarca che gli fece capire il divario di forza, tanto da marchiarlo sul petto con il simbolo della propria stirpe, ma definendolo degno di possedere l'arma e invitandolo a oltrepassare i propri limiti se desiderava sconfiggerla. Ha l'aspetto di un uomo dai capelli sparati con indosso dei pantaloni e un gilet aperto. Nella sua forma draconica diventa un drago umanoide nero e giallo. Woltekamui nacque come mezzo-drago, dotato di un'enorme riserva naturale di mana che gli permetteva già allora di avere una forma draconica parziale, tanto da venire considerato un'anomalia in termini di forza e accrescendola ancora di più unendosi alla stirpe degli Alati dove impiegò solo due giorni per maturare. Durante la nascita uccise inavvertitamente la madre folgorandola, venendo così etichettato come un mostro che non sarebbe mai dovuto nascere, e sentendosi gravato da un debito irredimibile nei confronti della donna intraprese un viaggio per accrescere la propria forza, forgiando il suo carattere arrogante, avventato e violento in cui crede che un debito o la dipendenza da altri sia una dimostrazione di debolezza. L'unica eccezione è con Ultimatia, che incontrò all'età di dieci anni durante uno dei suoi scontri con la Chiesa Solariana quando lei era ancora un clone di Carla: paragonandola all'inizio niente più che una formica, vista la loro esistenza sostituibile e la mancanza di emozioni o di autoconservazione, questo suo atteggiamento smosse la frustrazione del clone che curò non solo le sue sorelle rimaste coinvolte ma anche lui. Trovandosi ormai in debito nei suoi confronti, Woltekamui dichiarò che l'avrebbe ripagata giurando di liberarla dalle catene del Culto del Sole, e col tempo il loro divenne un rapporto di amore/lealtà, pur presentando un carattere sarcastico nei suoi confronti e finendo sempre per essere punito. Quando Ultimatia ordina la distruzione del Regno di Lese, Woltekamui ignora le sue condizioni e rade al suolo Donapierru, venendo successivamente punito per poi andare a investigare sulla morte di Disas Trois, Temruogoiccic e Grymwelte, eliminando il gruppo di Michael e apprendendo da questi dell'esistenza di Ragna come un avversario degno di essere sfidato. Osserva segretamente la battaglia tra Olto Zora e Taratectra contro i Manti Argentati e, dopo aver identificato Ragna come il famigerato Mietitore, decapita Starlia per provocarlo, scontrandovisi brevemente prima che venga teletrasportato. Riconoscendone la forza e desiderando affrontarlo al pieno delle sue forze, Woltekamui costringe Starlia (a cui aveva riattaccato la testa con i suoi poteri) a fabbricare una spada paragonabile al suo Artiglio fulmineo. Viene costretto a passare subito alla sua forma draconica completa, con Ragna che riesce a tenergli testa finché non decide di fondersi con la sua arma, aumentando le sue già immense capacità e muovendosi a una velocità superiore a quella del fulmine stesso, oltre a copiare l'abilità del suo avversario creando lame dal proprio corpo. Dopo un iniziale vantaggio, però, viene sconfitto quando Ragna sferra un attacco in grado di superarlo alla velocità della luce.
Disas Trois (ディザストロワ?, Dizasu Torowa)
Doppiato da: Shunsuke Takeuchi
Terzo seggio della stirpe degli Alati conosciuto come la Cella Tempestosa, dato che, con la sua magia del vento, è solito imprigionare le sue vittime (perlopiù donne) all'interno di un tornado dove vengono lentamente mutilate dalle raffiche di vento. Appare come un uomo piuttosto alto dai capelli verdi che sembra avere una corporatura snella a causa dei vestiti ma, in realtà, è molto magro; inoltre, presenta la parte inferiore del corpo trasformata, apparendo in modo simile ai gambali di un cavaliere con una lunga coda. Nella sua forma draconica ottiene sei ali giganti, la coda diventa più lunga e voluminosa, le braccia si espandono e un paio di corna si estendono verso l'alto. Pur apparendo come un individuo calmo, è considerato il più strano della stirpe degli Alati dato che parla continuamente con il vento come se avesse vita propria, il quale (sempre secondo lui) sostiene sempre le sue argomentazioni e lodandolo sopra tutti gli altri membri; ciò nonostante tiene fede alla sua posizione come uno dei membri più forti degli Alati, avendo impiegato solo un mese per maturare. Assale la città di Tortierre come ordinato da Ultimatia per impedire a qualsiasi essere umano di fuggire verso i paesi vicini, passando il tempo a torturare diverse donne all'interno del suo tornado. Viene eliminato da Ragna e Crimson insieme ai cacciadraghi di Michael, attirandolo in una trappola facendo leva sul suo orgoglio di essere superiore dopo aver insultato il suo progenitore per poi eliminare la protezione del suo tornado, esponendolo sia alla luce del Sole che alle armi d'argento. Lo stesso Crimson afferma che se fosse passato alla sua forma draconica sarebbe stato impossibile sconfiggere, stato in cui poteva evocare ben otto trombe d'aria.
Borgius (ボルギウス?, Borugiusu)
Doppiato da: Kenyu Horiuchi
Quarto seggio (nel futuro settimo) della stirpe degli Alati conosciuto come il Drago Braccio, dato che, ormai anziano, per continuare a vivere parassita il corpo degli umani sostituendone il braccio destro con la sua testa, riuscendo così a camuffarsi tra di loro e usandone il sangue per rilasciare un potente ruggito. È l'unico membro appartenente alla precedente generazione, in cui era conosciuto come il Mare d'Alberi per via della sua capacità di creare e controllare foresti viventi dai molteplici usi, primo dei quali bloccare la luce del Sole, e nella sua forma draconica funge da nucleo per un gigantesco drago arboreo, le cui radici prendono la forma di teste di drago a mo' di arti secondari. Individuo paziente e saggio, scherza spesso sulla sua vecchiaia ed è pronto a dispensare consigli agli altri membri. Dopo il tradimento di Crimson e unico membro della stirpe rimasto fedele al Dio Drago, Borgius si adopera nel ricostituirla, agendo come leale consigliere di Ultimatia verso cui è pronto a sacrificare la propria vita se necessario. Si infiltra nella corte di re Femud come uno dei suoi consiglieri, portandolo, poi, sull'orlo della morte quando quest'ultimo cerca di colpire Ultimatia con il Raggiaurora. Poco dopo l'inizio della battaglia tra Ragna e Ultimatia, Borgius esce dal castello per poter sparare il suo raggio contro il nemico ma viene colpito a morte da Golem. Quando Ultimatia riavvolge il tempo gli ordina di usare il Raggiaurora, ma anche stavolta l'attacco fallisce a causa dell'intromissione di Crimson, riuscendo, però, grazie a Nebulim, a prendersi la sua rivincita su Golem. Durante la riunione degli Alati, conscio di poter affidare loro la sicurezza del Monarca, Borgius decide di sfruttare al meglio il tempo rimastogli assorbendo il sangue di cinquecentomila cittadini, ringiovanendo e ritornando così al suo apice per almeno un mese. Durante l'attacco dei Manti Argentati combatte contro Golem e Chimera assumendo la sua forma draconica, con lo scontro che si protrae finché Nebulim non viene divorato da Slime annullando, così, la sua magia, con conseguente comparsa del Sole e permettendo a Golem e Chimera di sopraffarlo al massimo delle loro capacità. Percependo la volontà di Nebulim di proteggere Ultimatia, in preda alla disperazione Borgius ottiene improvvisamente il suo potere, riportando il velo notturno ed eliminando i suoi avversari per poi raggiungerne la posizione disintegrando Slime. Deciso a compiere il suo dovere apre un passaggio nella Camera del Globo ma, poco dopo, dal corpo di Chimera emerge Ferbigoth, infuriandosi nel trovarlo ancora vivo e tentando di attaccarlo, finendo, però, per essere ferito mortalmente dalla sua magia. Di nuovo in balia del Sole e consapevole della vera identità del loro nemico, Borgius tenta di richiamare Woltekamui affinché protegga Ultimatia ma viene decapitato da Isaac.
Taratectra (タラテクトラ?, Taratekutora)
Doppiato da: Ryōta Takeuchi
Quinto seggio della stirpe degli Alati conosciuto come il Drago Esplosivo, dato che è in grado di causare tramite il suo sangue reazioni esplosive, utilizzate direttamente o indirettamente per aumentare la forza del proprio corpo. È il più alto di aspetto tra i membri della stirpe, con la parte superiore della testa coperta da un esoscheletro simile a un elmetto e su cui appaiono sette fiammelle, per un totale di nove occhi in modo simile agli aracnidi: la sua prima forma draconica, infatti, lo vedeva come una sorta di centauro con la metà inferiore da ragno, mentre nella sua forma evoluta è divenuto bipede e corazzato, ottenendo altre due paia di braccia che usa sia come propulsori che come armi da fuoco pesanti. Il suo vero nome è Arnold, un tempo un ufficiale solariano fedele alla principessa Laksha insieme al compagno Olto Zora, prima che la loro patria venisse distrutta dalla stirpe degli Alati. I due intrapresero un viaggio per vendicare la loro principessa, venendo tuttavia sconfitti e trasformati in draghi da Ultimatia, condizione che distorse il senso del dovere di Arnold come guerriero il quale giurò che non avrebbe di nuovo perso il proprio padrone. Nonostante sia di un seggio sopra a Olto Zora (il quale impiegò un anno a maturare), Taratectra ci mise venti anni - cinque in più del normale - per diventare un drago superiore completo, non ottenendo, quindi, forti capacità ma allenandosi continuamente per temprare il proprio corpo. Attacca insieme a Olto Zora la base dei Manti Argentati, venendo intercettato da Ragna ma non riconoscendolo come l'aggressore di Ultimatia in quanto sta trattenendo la propria forza su consiglio di Crimson, costringendolo, comunque, a usare il suo Cannone tellurico per contrastarlo, rimettendoci il lato destro ed esaurendo gran parte dell'energia magica per dieci minuti. Ripresosi tenta di colpire la principessa Starlia, accusando lievemente il colpo scagliatogli che, però, gli viene rispedito da Ragna, decidendo di farsi esplodere per contenere l'urto ma rimanendo gravemente ferito. Consapevole che la sua rigenerazione non basterà per salvargli la vita, Taratectra, ricevuto su sua richiesta l'ordine da Olto Zora, si auto deflagra per portare con sé i Manti Argentati, ma l'esplosione viene contenuta da Ragna supportato da Starlia.
Olto Zora (オルト・ゾラ?, Oruto Zora)
Doppiato da: Ryōtarō Okiayu
Sesto seggio della stirpe degli Alati conosciuto come il Burattinaio Folle, per via della sua capacità di creare composti di vario genere dal proprio sangue, come veleni o pozioni ipnotiche, oltre a nebulizzarli e diffonderli su vasta scala. Ha l'aspetto di un uomo alto e magro dai lineamenti effeminati, lunghi capelli neri che arrivano alle ginocchia e unghie viola, indossa una veste nera ornata con accessori dorati sul petto e porta gli occhiali. Nella sua forma draconica appare come un drago dalle sembianze corvine con alcuni tratti scheletrici. In linea con il suo aspetto Olto Zora si comporta in maniera affettuosa con gli altri membri, soprattutto verso Ultimatia e Taratectra - legato in particolare a quest'ultimo in quanto suo vecchio compagno d'arme umano -, ma dimostra di essere anche un tattico crudele, spietato e mortale che impiega tattiche disumane e codarde per ottenere un vantaggio, ad esempio utilizzando sia umani che draghi come pedine nei suoi piani. È noto per condurre esperimenti utilizzando le sue capacità di sintesi farmacologica, drogando deliberatamente i suoi stessi soldati accrescendone la forza del 200% ma a costo della loro vita oppure ipnotizzando gli umani e usarli come carne da cannone o mezzo di guerra psicologica. Ciò nonostante in lui vi è ancora una parte del suo sé umano, soprattutto perché originariamente non sarebbe mai riuscito a servire i draghi, su cui aveva giurato vendetta per aver ucciso la principessa Laksha di cui era innamorato, quindi la sua personalità è in gran parte un alter ego del suo sé originale. Attacca insieme a Taratectra la base dei Manti Argentati, utilizzando draghi (tra cui quelli adulti) e umani sotto l'effetto delle sue droghe per destabilizzare il morale avversario, monitorando l'intero campo di battaglia dall'interno di una Selva Strisciante tramite la sua capacità di aumentare i propri organi sensoriali ovunque scorra il suo sangue, garantendogli una raccolta di informazioni senza pari in tempo reale e senza che il nemico se ne accorga. Sfortunatamente i Manti Argentati riescono a resistere a ogni sua strategia grazie alle informazioni che Crimson ha su di lui, venendo infine raggiunto ma salvato dall'involontario intervento di Borgius che, nel processo di recuperare la sua forza, fa impazzire la Selva Strisciante. La vista della principessa Starlia, però, fa riemergere in lui i ricordi di Laksha, rendendo contrastanti le sue azioni che finiscono per portare alla sconfitta di Taratectra e alla fuga dei nemici. Completamente abbattuto per essersi reso responsabile della morte del suo amico, Olto Zora inietta un veleno che avrebbe ucciso Starlia qualora i suoi alleati sarebbero apparsi nelle vicinanze, per poi affrontare i Manti Argentati auto iniettandosi un miscuglio di droghe che portano le sue capacità al 300% ottenendo un aspetto più mostruoso. Riesce a uccidere la maggior parte dei suoi avversari, finché Fu non ottiene abbastanza energia magica da copiare la tecnica di Dornea trafiggendolo. Nei suoi ultimi istanti, riuscito a recuperare i ricordi sul suo passato, prima di essere finito da Isaac annulla il veleno su Starlia.
Temruogoiccic (メルグブデ?, Merugubude)
Doppiato da: Kōzō Shioya
Ottavo seggio della stirpe degli Alati conosciuto come il Drago Obeso, per via del suo costante appetito che si riflette sul suo aspetto: un grosso umanoide grasso, calvo e con dei piccoli baffi; nella sua forma draconica l'unica differenza sostanziale è la bocca, che si protrae per la pancia nella forma di quattro petali dentati con quattro lunghi tentacoli. Mostra un'ossessione per la carne umana, che considera la più alta prelibatezza anche di fronte al piatto più raffinato della loro cucina, ma a parte questo, pur condividendo l'orgoglio comune dei draghi superiori, dimostra di essere piuttosto stupido. È in grado di rendersi refrattario alla luce, silenzioso e inodore, può creare campi di forza nello spazio usandoli come punti d'appoggio sospesi, diminuire l'attrazione gravitazionale e la resistenza dell'aria o attirare le proprie prede con una spinta gravitazionale. Temruogoiccic raggiunge la periferia di Ronabera tramite una Selva Strisciante per completare la distruzione della città subito dopo quella a cui era stato assegnato, senza, però, essere a conoscenza della sconfitta di Grymwelte. Tra i suoi servitori umani che decide di mangiare, inoltre, è presente Eliza Yorkshire, una delle coperture di Crimson. Viene sconfitto facilmente da Ragna che, ironicamente, gli fa mangiare una bomba d'aura di argentasi.
Dornea (ドルニーア?, Dorunīa)
Doppiato da: Keisuke Komoto
Nono seggio della stirpe degli Alati conosciuto come il Letto Chiodato, per via della sua capacità di creare in una portata di 2300 metri circa delle sfere da cui fuoriescono spuntoni. Indossa quello che sembra essere un kimono sopra un vestito con una gonna molto lunga mentre la testa è ricoperta da due veli da cui traspaiono solo i suoi occhi, oltre a presentare degli spuntoni sulle spalle e sulla testa. È un individuo molto nervoso, tanto da tenere sempre delle trappole intorno a sé. Viene sconfitto dai Manti Argentati.
Grymwelte (グリュムウェルテ?, Guryumuwerute)
Doppiato da: Takehito Koyasu
Decimo seggio della stirpe degli Alati conosciuto come lo Stregone Oscuro, per via della sua magia di rafforzamento che aumenta le proprietà del bersaglio, come la durezza di un oggetto o rendere le fiamme più grandi, e più la usa più il bersaglio colpito si annerisce. Ha l'aspetto di un uomo muscoloso più alto del normale, vestito con uno smoking mentre le braccia e le spalle sono rivestite da un'armatura nera così come delle fauci sulla bocca, e sui neri capelli lisci presenta quattro file di tre piccole corna. Nella sua forma draconica presenta l'aspetto tradizionale dei draghi, ma al posto delle ali è in grado di generare dei tentacoli che terminano con degli spuntoni. Individuo molto serio che parla raramente, a meno che non gli venga chiesto, quando si tratta di uccidere gli umani prova più gioia del solito, massacrando chiunque incontri. È il drago che attacca Ronabera e che avrebbe ucciso Leonica, ma quando Ragna riceve la sua nuova forza dal suo sé futuro riesce a sconfiggere facilmente sia Grymwelte che i suoi draghi, alterando così il corso della storia.
Barom Shuera (バロム・シェエラ?, Baromu Sheera)
Doppiato da: Takuya Satō
Uno dei draghi superiori durante il processo di maturazione e per questo posto al tredicesimo seggio (nel futuro occupa l'undicesimo), conosciuto come il "Drago centopiedi" per via della sua forma draconica simile al suddetto invertebrato dotata di uno spesso carapace. Appare come un uomo alto e snello dalla pelle rossa con un collo particolarmente lungo e ricoperto completamente da un'armatura tranne per le mani, le orecchie e il viso. Nella sua forma draconica il suo vero corpo è fuso appena sopra la seconda bocca e collegata da numerosi tubi sottili, presentando solamente la parte superiore del corpo completamente corazzata, e la testa possiede tre paia di occhi e due corna. Trova piacere nell'uccidere gli umani, festeggiando quando la caccia lo soddisfa e sembra essere molto distinto nei modi, probabilmente influenzato dalla sua precedente vita umana. Viene intercettato da Ragna mentre sta annientando il gruppo di cacciadraghi di Michael, incapaci di tagliare il suo carapace, sferrandogli una raffica di spade d'argento ricavate dalla sua aura e abbattendolo facilmente.
Chantioras (シャンティオラス?, Shantiorasu)
Doppiato da: Takuya Eguchi
Uno dei draghi superiori durante il processo di maturazione e per questo posto al tredicesimo seggio (nel futuro occupa il dodicesimo). Ha l'aspetto di un ragazzo che tiene sugli occhi una maschera simile alla struttura facciale della sua forma draconica, in cui si presenta come un drago aviano bipede, muscoloso e dalla coda sottile. La sua magia rende i suoi pugni distruttivi e a lungo raggio, in grado di colpire da qualsiasi direzione. Viene mostrato come un giovane inesperto che cerca di mettersi alla prova, provando invidia per il talento di Nebulim che lo ha portato a maturare istantaneamente. Attacca una delle basi militari di Garness, costringendo il comandante ad andare a giustiziare tutti i profughi del Regno di Lese in cambio della sua vita. La situazione viene immediatamente ribaltata dall'intervento di Leonica, Sykes e Hugo, costringendolo a intervenire dopo aver ucciso il comandante ma venendo immediatamente sconfitto. Tramite l'esperienza di pre-morte provata riesce finalmente a maturare dopo dieci anni, con il corpo ricoperto da scaglie che diventa più grande e flessibile mentre la coda diventa un terzo arto e la sua magia si evolve riuscendo a raggiungere lunghe distanze. Sconfigge facilmente tutti i presenti tranne Leonica, finendo per soccombere all'implacabile assalto della ragazzina poiché anche lei stava maturando come guerriero e morendo subito dopo con l'arrivo di Gilzea.
Urshgaurn (ウルシュガウルン?, Urushugaurun)
Doppiato da: Hayato Kaneko
Uno dei draghi superiori durante il processo di maturazione e per questo posto al tredicesimo seggio. Ha l'aspetto di un drago con una criniera lungo la testa protetta da un teschio animale, la quale si protrae dalla schiena fino alla coda e possiede sei arti. Ha come obiettivo quello di scalare la gerarchia della stirpe degli Alati dimostrando di essere capace di realizzare grandi cose, anche se perde molto rapidamente la pazienza. Tramite la sua magia dissolvente Urshgaurn riesce a penetrare nel seminterrato della base dei Manti Argentati in modo da poter distruggere il circolo magico di teletrasporto, scontrandosi con Fu che usa il potere di Dornea per sconfiggerlo facilmente.

### Laceranti
Gilzea (ギルゼア?, Giruzea)
Monarca della stirpe dei Laceranti conosciuta come il Drago Sterminatore, per via della sua incredibile abilità di combattimento unita alla magia di inversione della causalità, invertendo causa ed effetto di qualsiasi azione contro di lei a patto che riesca a percepirla in tempo. Ha l'aspetto di una ragazzina dai capelli neri tenuti in due code, le mani ammanettate e un perenne e inquietante sorriso sul volto. Consapevole di essere il più forte drago esistente - la cui sola presenza è in grado di far impazzire a morte la maggior parte degli esseri viventi, con quelli abbastanza fortunati che ne dimenticano l'esistenza per mantenere la sanità mentale -, Gilzea è la più distaccata dalla guerra tra draghi e umani, tanto da non avere nemmeno la tradizionale stirpe di draghi ma solo individui di entrambe le parti degni di essere suoi discepoli, ovvero coloro dotati di una volontà abbastanza forte da resisterle a cui trasmette le sue arti marziali e le otto armi magiche forgiate da lei stessa: le due Zanne (attualmente in suo possesso) e i sei Artigli, considerate le armi più forti sulla Terra le quali cambiano le loro proprietà per accentuare la forza dei proprietari. Qualche decennio prima degli eventi attuali Gilzea si scontrò con Woltekamui, il quale era riuscito a sconfiggere uno dei suoi discepoli sottraendogli l'Artiglio fulmineo, e soverchiandolo facilmente. La sua, però, fu solo curiosità e, giudicandolo degno, gli lasciò l'arma, suggerendogli che se desiderava davvero batterla avrebbe dovuto affinare la sua forza su qualcuno forte come lui. Assiste nei pressi di Celesviera alla sconfitta di Woltekamui per mano di Ragna, riconoscendo l'attacco di quest'ultimo capace di sconfiggere anche lei. In seguito avverte la determinazione di Leonica nel voler diventare più forte, con la sua sola presenza che uccide tutti i profughi di Ronabera mentre pochissimi dimenticano l'evento per non impazzire, invitando la ragazzina a venire da lei dopo dieci giorni. Felice di incontrarla di nuovo insieme a Sykes, Gilzea presenta loro Nebulim, accolto il giorno prima, per poi portarli ad allenare nel continente americano.
Nebulim (ネビュリム?, Nebyurimu)
Doppiato da: Daiki Yamashita
Settimo seggio (nel futuro quarto) della stirpe degli Alati conosciuto come il Drago Barriera, per via della sua capacità di creare barriere dotate di abilità uniche. Ha l'aspetto di un ragazzino con corti capelli viola che gli coprono gli occhi e con indosso una grossa giacca e pantaloncini; possiede, inoltre, tre corna sulla testa e una coda appuntita. Nella sua forma draconica diventa un grosso drago viola umanoide dai lineamenti spigolosi, a tratti futuristici come dimostrano le sue quattro ali simili a fasci di energia o la struttura della sua magia. Agisce come leale guardia del corpo di Ultimatia, disposto a morire per proteggerla; il suo carattere introverso, però, lo porta a provare nausea quando è circondato da troppe persone. Nebulim è un caso unico tra i draghi in quanto ha attraversato il proprio processo di maturazione istantaneamente, rendendo il suo talento superiore a quello degli altri membri, compreso Woltekamui che ammira molto. Su richiesta di Ultimatia innalza una barriera sulla capitale reale per uccidere segretamente e in maniera indolore i cittadini. Durante la battaglia contro Ragna cerca costantemente di proteggere la sua signora, fallendo ogni volta, e, quando quest'ultima cade nella disperazione a causa della trappola di Crimson, il forte rimorso per non aver adempiuto al suo dovere lo porta a maturare il suo talento: cresce ottenendo un corpo da adolescente, con i tre corni e la coda che si estendono, le mani e i piedi diventano draconici mentre le ali si separano, diventando sei e romboidali. Deciso a vendicare l'affronto subito uccidendo Ragna e i suoi alleati, Nebulim scopre di aver acquisito un'abilità di rilevamento spaziale (una variante della sua magia) che usa per trovare la Camera del Globo di Crimson (anche grazie all'involontario aiuto di Ragna) ma fallisce nel suo intento. Poco prima della battaglia con i Manti Argentati analizza la magia spaziale della Camera del Globo, trasformando l'area intorno alla capitale reale in uno spazio dove la notte è perenne, a riprova del suo enorme talento come afferma Borgius. Incaricato di proteggere Ultimatia viene, però, divorato da Slime come accaduto in passato, lasciandogli solo il tempo di avvertire Borgius. Riuscito a sopravvivere ma segnato sia esteriormente che interiormente, Nebulim decide di diventare discepolo di Gilzea in modo da poter diventare più forte.
Leonica (レオニカ?, Reonika)
Doppiata da: Inori Minase
Una talentuosa cacciadraghi, considerata la più forte nella città di Ronabera nonostante l'età di dodici anni e, proprio per questo, di carattere sempre allegro e vivace. Messasi a cacciare i draghi fin dalla tenera età, dopo aver capito di voler cercare la forza, incontra Ragna salvandolo da Sykes e i suoi scagnozzi a causa della credenza che fosse maledetto attirando su di sé i draghi, spiegandogli come solo chi è debole muore mentre sopravvive chi è può forte di un drago, e lei glielo avrebbe dimostrato. Da allora viaggiarono insieme a caccia di draghi, pur svolgendo lei il compito principale ma dando massima importanza all'incolumità di Ragna. Quando i draghi guidati da Grymwelte attaccano Ronabera, Leonica fronteggia il drago superiore ma scopre che è molto più forte rispetto a quelli cacciati in precedenza, rischiando di morire finché Ragna, ottenuti i suoi nuovi poteri dal suo sé futuro, non elimina tutti i draghi; questo fatto altera il corso della storia in quanto quel giorno Leonica sarebbe dovuta morire, spingendo così Ragna a iniziare il suo cammino di vendetta. Dopo la sconfitta di Temruogoiccic, Ragna capisce che, per raggiungere il suo obiettivo, non può più stare al suo fianco e rischiare ancora di perderla, intimandola di guidare i sopravvissuti verso il confine del regno. Leonica, tuttavia, rifiuta di lasciarlo essendo l'unica persona a cui tiene, iniziando ad avere scatti d'ira infantili e arrivando ad attaccarlo in un disperato tentativo di farlo desistere ma venendo stordita. Riesce a riprendersi dal trauma solo dopo due settimane passate completamente a dormire e comprendendo la propria debolezza, per poi salvare i rifugiati da Chantioras. La sua determinazione nel voler diventare più forte viene notata da Gilzea, scegliendo di diventare sua discepola così da poter tornare a combattere a fianco a Ragna.
Sykes Charluke (サイクス・シャルルーク?, Saikusu Sharurūku)
Doppiato da: Yūki Ono
Erede di una famiglia di mercanti estremamente ricca con diversi legami in molti paesi e secondo cacciadraghi più forte di Ronabera dopo Leonica, la quale lo chiama scherzosamente "numero due". In passato una delle sue ville fu distrutta dai draghi, finendo per incolpare Ragna a causa della diceria secondo cui era maledetto ma venendo steso da Leonica. Pur mostrando un carattere duro e scontroso è, però, una brava persona che combatte per proteggere la città. Quando Ragna viene scaraventato nel fiume da Grymwelte, Sykes lo recupera su ordine di Leonica, rimanendo scioccato quando il ragazzo sfoggia la sua nuova forza. Poco dopo la sconfitta di Temruogoiccic arriva al centro della foresta trovando solo Leonica priva di sensi, caricandosela per poi guidare i profughi di Ronabera oltre il confine. Rifugiatisi in una sua villa a Parzan, la capitale del vicino paese di Garness, Sykes passa le giornate occupandosi della burocrazia necessaria per i sopravvissuti, lavoro che trova, comunque, ingrato ma venendo aiutato dai suoi due seguaci di lunga data Darius e Julius. Durante l'attacco di Chantioras riesce a tenere testa al drago superiore finché questi non matura, venendo messo al tappeto. Finito il combattimento rimane terrorizzato dall'aura di Gilzea, ma a differenza dei rifugiati, ormai tutti morti, e di Darius e Julius, che hanno deciso di dimenticare l'accaduto, è l'unico oltre a Leonica ad aver retto la pressione, decidendo di seguire la ragazza e diventare anche lui discepolo del Monarca dei Laceranti così da diventare più forte.

### Ruggenti
Bagram (バグラム?, Baguramu)
Monarca della stirpe dei Ruggenti conosciuto come il Drago della Verità, per via della sua magia della parola con cui fa accadere ciò che pronuncia. Ha l'aspetto di un uomo con indosso una grossa giacca e una maschera raffigurante delle fauci che gli copre la parte inferiore del volto. Nella sua forma draconica diventa un drago quadrupede simile a un lupo con zampe, coda e volto corazzati. Come Ultimatia è un Monarca di seconda generazione e governa la propria stirpe nelle profondità della Fossa della Gehenna, una voragine talmente vasta che si estende per 4000 km dal nord dell'Asia centrale fino all'Asia meridionale e divenuta una gigantesca fortezza sotterranea. Subito dopo aver espulso Ragna dalla Gehenna viene incaricato da Sigmalio di attaccare la Città Sacra di Amen in modo da accelerare il completamento della Magia del mondo.
Gargantina (ガルガンティーナ?, Garugantīna)
Secondo seggio della stirpe dei Ruggenti conosciuta come il Drago dall'Armatura pesante, dato che è ricoperta da una spessa armatura a cui ovvia con la sua magia di gravità fluttuando nell'aria. Il suo vero aspetto è quello di una ragazza dalla pelle scura mentre nella sua forma draconica prende le sembianze di un'enorme armatura dalle sembianze draconiche dotata di un altro paio di braccia umane. Governa il quarto strato della Gehenna denominato Il Reame uniforme, con il sopra e il sotto perfettamente piani in cui può usare liberamente i suoi poteri. Partecipa all'imboscata della miniera d'argento di Rugia, in cui si vede costretta combattere con Ragna per poi venire investita in pieno dal Fendente cacciadraghi penetrante di Li Ruoxi perdendo il braccio destro. Decisa a uccidere la ragazza Gargantina viene, però, distratta dall'improvvisa comparsa di Serpe, che la fa indietreggiare, rendendosi così vulnerabile ai missili di Marionetta ma venendo salvata da Bagram.
Erun Eski (エルン・エスキ?, Erun Esuki)
Conosciuta come il Drago Glaciale, per via del suo potere di poter manipolare il ghiaccio nonostante sia sensitiva al freddo, apparendo come una ragazzina coperta di abiti pesanti (coda compresa) tra cui una mascherina su cui è impresso il simbolo dei Ruggenti. Governa il terzo strato della Gehenna denominato Il Mare sottozero, la cui temperatura è di -80°C.
Lapisdozzo (ラピスドッツォ?, Rapisudottsu~o)
Conosciuto come il Drago Labirinto, per via del suo potere di poter creare labirinti. Governa il secondo strato della Gehenna denominato Il Labirinto illimitato, in cui non esiste il concetto di gravità e gremito di trappole. Nella sua forma draconica diventa simile a un volatile umanoide. Si considera una sorta di artista, disperandosi quando Ragna inizia a farsi strada nel secondo strato distruggendone il labirinto. Partecipa all'imboscata della miniera d'argento di Rugia trasformandola in un labirinto per separare Ragna e il suo gruppo, perdendo molto mana vista la conformazione del territorio e per questo viene divorato facilmente da Slime.
Lupowa (ルポワ?, Rupowa)
Conosciuto come il Drago della Nebbia, per via dei suoi poteri con cui crea una nebbia in grado di confondere chi vi entra con delle allucinazioni. Appare come un essere umano con la testa da drago. Governa il primo strato della Gehenna denominato I Nidi dei draghi della nebbia, disorientando chi vi entra finché non viene divorato dai suoi draghi.

### Ossuti
Banko (バンコ?)
Monarca della stirpe degli Ossuti conosciuto come il Drago Immortale, per via della sua forma draconica in cui assume l'aspetto di un gigantesco drago scheletrico, mentre in quella umana si presenta come un uomo vestito con un kimono ma il cui volto è ridotto a un teschio. È in grado di trasportare ogni cosa nelle sue vicinanze su un piano in cui il concetto di vita e morte sono inesistenti, e chiunque ne venga consumato è assimilato nella carne e nelle ossa di Banko divenendo suo schiavo per l'eternità. Per un motivo sconosciuto uccise tutti i draghi della sua stirpe tranne Glestnowak, per poi essere sigillato nell'oceano oltre la Fossa della Gehenna a sud-est del continente. Con l'aiuto della stirpe dei Ruggenti, Sigmalio nasconde una sua scheggia d'osso all'interno della miniera d'argento di Rugia per tendere una trappola alle forze dei Solariani, risvegliandosi completamente quando Nim Hamnim teletrasporta il frammento della cometa argentata per poi consumare immediatamente la Santa della prigione. Quando Li Ruoxi riesce a creare un'aperura con il suo Fendente cacciadraghi penetrante permette a Ragna di entrare e rilasciare la sua aura, congelando l'intero territorio su cui si estende il piano di Banko e annullandone la presenza.
Glestnowak (グレストノウァク?, Guresutonouaku)
Secondo seggio della stirpe degli Ossuti conosciuto come il Drago Macchina, per via del suo potere di trasformare qualsiasi parte del suo corpo in macchinari estremamente high-tech, dotandosi così di una pletora di potenti armi e strumenti biomeccatronici che lo fanno assomigliare a un cyborg nella sua forma umana, in cui si presenta come un uomo imponente e dai lineamenti affilati contraddistinto da dei circuiti elettronici sul corpo. Nella sua forma draconica diventa un vero e proprio mech, accedendo a quella che sembra essere la sua serie più potente di "Armamenti", numerati da 1 ad almeno 13, con un'impressionante ampiezza di poteri orientati verso scopi offensivi, difensivi e ausiliari. Proprio per questo viene considerato il secondo seggio più anziano e più forte (escludendo Ferbigoth) di tutte le stirpi. Sopravvissuto allo sterminio della stirpe degli Ossuti per mano di Banko, Glestnowak si mise al servizio del Monarca degli Oculati Sigmalio seguendolo in Giappone, diventando il suo assistente personale e guardia del corpo sotto l'alias di Kiryu (桐生?), ovvero la pronuncia omofona del suo titolo. Di carattere calmo e imperturbabile, Glestnowak non sembra nutrire la stessa eccessiva crudeltà dei draghi verso gli umani, essendo in grado di atteggiarsi come questi ultimi così da fondersi nella società giapponese. A un certo punto incontrò Li Ruoxi, scegliendo di risparmiarle la vita ma promettendole che se mai si fossero incontrati di nuovo sul campo di battaglia avrebbe dovuto ucciderla. Viene incaricato da Sigmalio di aiutare la stirpe dei Ruggenti nella loro battaglia contro la Chiesa Solariana, distruggendo da solo otto delle diciassette città bersaglio e il 20% delle loro forze includendovi anche Ragna. Completato l'obiettivo principale della sua missione Glestnowak attacca il giovane cacciadraghi ma viene costretto a passare subito alla sua forma draconica, sfoderando molti dei suoi armamenti fino a quando Ragna, usando il frammento della cometa argentata con cui amplifica enormemente la sua produzione di argentasi, rilascia un potente colpo riuscendo a procurargli dei danni. Prima, però, che possa contrattaccare cade in un'imboscata da parte di Thorgil, cui seguono Gine, Raksha, Li Hakuren e Marionetta, scegliendo di ritirarsi.

### Oculati
Sigmalio (シグマリオ?, Shigumario)
Monarca della stirpe degli Oculati conosciuto come il Drago non visto, di cui è l'unico sopravvissuto dopo che sono stati sterminati cento anni fa dalla Chiesa Solariana. Attualmente si trova in Giappone dove collabora strettamente con il Monarca degli Scagliati Kou Tenran in modo da poter completare la Magia del mondo. Dopo aver saputo da Bagram dell'irruzione di Ragna nella Fossa della Gehenna, accelera i piani facendo attaccare diciassette città dei Solariani dalla stirpe dei Ruggenti insieme a Glestnowak cercando di eliminare il giovane cacciadraghi, oltre che a usare una scheggia di Banko come trappola all'interno della miniera d'argento di Rugia.

### Squamati
Kou Tenran (コウ・テンラン?, Kō Tenran)
Monarca della stirpe degli Squamati conosciuta come Scaglia Lunare. A differenza delle altre stirpi ha deciso di insediarsi in Giappone dove viene riverita dagli umani, i quali non sono a conoscenza né della sua identità - dato che vive in un palazzo posto all'interno di uno spazio isolato - né di quello che accade al di fuori della nazione insulare e la considerano la loro divinità protettrice, tanto che il Giappone è l'unico luogo moderno del mondo. Questa, ovviamente, è solo una facciata per il suo carattere capriccioso, usando le persone come cibo quando ne ha voglia. Ha la capacità di poter sparare dei raggi dalle mani i quali possono coprire distanze immense.

## Altri
Slime cattivo (悪いスライム?, Warui Suraimu)
Doppiato da: Fairouz Ai
Uno dei tre servi di Crimson, una gelatina senziente che assume l'aspetto di un bambino dai capelli e occhi turchesi vestito con un'uniforme da marinaio. Slime disprezza qualsiasi essere umano con cui ha a che fare (cosa che, a volte, gli si ritorce contro) e non sa quando fermarsi senza l'intervento di Crimson. Il suo corpo è stato progettato per ferire i draghi, ustionandoli come se fosse acido e riuscendo a percepirne l'odore per individuarli, ma può anche alterarlo a seconda della situazione, ad esempio nella ricognizione estendendo i suoi occhi oppure trasformandosi in una mappa tridimensionale. Anche se il suo corpo viene distrutto può essere riformato da un materiale sconosciuto conservato da Crimson, con i suoi ricordi che non vengono influenzati nel processo ma la sua massa totale è inferiore a causa della piccola quantità di materiale di partenza utilizzato, recuperandola dissolvendo i draghi. Essendo sensibile agli abusi emotivi o psicologici, è dotato di una funzione di "reset" in cui basta un forte shock per cancellargli i brutti ricordi. Durante la battaglia tra i Manti Argentati e gli Alati alla capitale reale, Slime si infiltra all'interno e divora Nebulim (come aveva anche fatto in precedenza), permettendo non solo di abbassare il suo velo notturno ma anche di spianare la strada a Crimson verso Ultimatia, venendo successivamente distrutto da Borgius. Indebolito ma ancora vivo, viene ricostituito da Crimson che gli ordina di aiutare Häsela per sconfiggere Ultimatia.
Chimera (キメラ?, Kimera)
Doppiata da: Mamiko Noto
Una dei tre servi di Crimson, una bestia sintetica dall'aspetto di una giovane donna con pesanti tratti felini, come il naso, il paio di orecchie aggiuntive, la coda e l'occhio sinistro, ha cappelli scuri e una coda di cavallo divisa in due ed è abbigliata sullo stile tradizionale giapponese. La sua forma animale assomiglia a quella di un felino di grandi dimensioni, mantenendo inalterati gli occhi e le orecchie umanoidi e dotata della coda senziente Serpe; è anche in grado di assumere una forma molto più grande dotata di tre teste. La lealtà assoluta di Chimera verso Crimson arriva al punto di offuscare il suo giudizio e, unita alla sua bassa capacità intellettuale, compensata solo dal suo istinto, è il motivo per cui viene sempre derisa da Golem che è quasi l'opposto di lei. La sua magia d'ombra le permette di sfruttare le ombre in modo versatile, ad esempio muoversi istantaneamente su lunghe distanze o creare dei serpenti d'ombra per attaccare o immobilizzare. Quando la Camera del Globo viene distrutta da Nebulim, Chimera viene teletrasportata altrove ma, grazie alla guida di Serpe, riesce a rintracciare la posizione di Crimson e aiutando nell'attivazione del circolo di teletrasporto dei Manti Argentati per raggiungerlo. Durante la battaglia tra i Manti Argentati e gli Alati alla capitale reale combatte Borgius insieme a Golem, e quando il velo notturno di Nebulim si abbassa rilascia tutta la sua potenza sfruttando l'immensa area d'ombra del drago superiore per immobilizzarlo. Quando, però, Borgius, infuriato per la morte di Nebulim, ottiene il potere di quest'ultimo riporta la notte artificiale e ferisce gravemente Chimera, vedendosi costretta a scambiarsi di posto con Serpe. A seguito della battaglia si scopre che ha perso tutti i suoi poteri e il suo aspetto precedente, facendola assomigliare a un umano qualsiasi, cosa che la rende depressa e piangendo costantemente. Tuttavia, Crimson afferma che è solo questione di tempo prima che riottenga i suoi poteri, vivendo nell'appartamento di Ragna all'interno della torre di Amen sotto l'alias di Chloe Lumel.
Golem (ゴーレム?, Gōremu)
Doppiato da: Hiroki Tōchi
Uno dei tre servi di Crimson, un automa meccanico che può cambiare il suo corpo in base allo scopo, rendendo il suo aspetto mutevole. È in grado di usare dei droni simili a mosche per raccogliere informazioni o mutare le componenti del proprio corpo, ad esempio trasformando il suo braccio in una coilgun. Sebbene abbia una personalità intelligente ha anche un lato frivolo, come quando approfitta della sua copertura come tenente generale Bart Rowan, così da indagare sui movimenti della stirpe degli Alati, per concedersi a vizi e piaceri. Durante la battaglia tra Ragna e Ultimatia riesce a uccidere Borgius ma alla fine si rivela inutile quando il Monarca riavvolge il tempo. Viene rimproverato da Crimson per non aver fatto esplodere alcune delle bombe per la capitale, poiché voleva verificare se la comparsa di Ragna gli avesse cambiato i pensieri, e punito non entrando nella Camera del Globo, dove di lì a poco il suo corpo viene distrutto da Borgius ma trasferendo la propria coscienza nel sistema della base lunare. Durante la battaglia tra i Manti Argentati e gli Alati alla capitale reale combatte Borgius insieme a Chimera sotto forma di un mech da battaglia, e quando il velo notturno di Nebulim si abbassa sfrutta l'energia del Sole per potenziare il proprio armamento ferendo gravemente il drago superiore. Quando, però, Borgius, infuriato per la morte di Nebulim, ottiene il potere di quest'ultimo riporta la notte artificiale e distrugge nuovamente il suo corpo. Si ripresenta con la nuova identità di Jack Jean, ex commilitone della Brigata ombra della Chiesa Solariana in cui si era distinto per aver ucciso molti draghi, tra cui due adulti.
Serpe (ヘビ?, Hebi) / Ferbigoth (ファービゴット?, Fābigotto)
Doppiato da: Hikaru Midorikawa
La coda senziente di Chimera, che ne bilancia la mancanza di intelligenza aiutandola indirettamente e guidandola in assenza di Crimson. Nessuno, a eccezione di Crimson e Chimera, sa della sua esistenza e solo il primo ne conosce la vera identità: Ferbigoth, membro della precedente stirpe degli Alati in cui ricopriva il secondo seggio. Anche se Chimera ha dei dubbi su chi sia veramente, poiché Serpe sa più cose di lei su Crimson, lo considera ancora un amico molto intimo. Quando Borgius ferisce gravemente Chimera durante la battaglia alla capitale reale, Ferbigoth si scambia di posto con lei per usare la sua magia oscura, colpendo sia Borgius che la Camera del Globo in cui sono presenti Crimson e Ultimatia, arrivando quasi a mettere a rischio l'incolumità del suo padrone. Dopodiché, a causa del fatto di essere stato colpito dalla nuova magia del suo avversario, si scambia di nuovo con Chimera.
Michael (ミハエル?, Mihaeru)
Doppiato da: Yoshihito Sasaki
Un cacciadraghi sopravvissuto insieme ai suoi compagni alla distruzione di Tortierre a opera di Disas Trois, vedendosi costretto a lasciare indietro i civili e sentendone le grida mentre venivano risucchiati dal vento del drago superiore. In seguito vengono attaccati da Barom Shuera mentre proteggono un villaggio di campagna a cui avevano offerto protezione (nell'anime solo da un branco di draghi), non riuscendo a scalfirne la spessa corazza fino all'arrivo di Ragna e Crimson. Riconoscente Michael chiede loro di poter eliminare Disas Trois, con Crimson che fa leva sul loro senso di colpa per usarli nel suo piano, rendendoli la sua prima versione di umani dotati di armi e armature argentasiche e addestrandoli per i successivi tre giorni. Riusciti a sconfiggere Disas Trois, Crimson dona a Michael e ai suoi compagni le armi e il camion usati durante l'operazione ma cancella loro i ricordi a lui inerenti, i quali ringraziano solo Ragna e dirigendosi verso il confine. Vengono, però, raggiunti da Woltekamui che li massacra brutalmente, e nei suoi ultimi momenti Michael lo avverte che il Mietitore verrà a dargli la caccia.
Femud Lese (フエムド・レーゼ?, Fuemudo Rēze)
Doppiato da: Takashi Matsuyama
Il re del Regno di Lese che governa in modo competente e responsabile dalla capitale reale di Celesviera. Dopo aver saputo della distruzione di Donapierru a opera dei draghi ordina subito di mobilitare le truppe delle città vicine e arruolando sotto il controllo militare tutti i cacciadraghi del regno. In quel momento sopraggiunge Ultimatia, con la quale cerca di trattare per risparmiare il regno ma invano e decidendo, quindi, di colpirla usando il Raggiaurora, il quale sfrutta l'energia del Sole assorbita atta a erigere lo Scudo Solare che protegge la città durante la notte. Tuttavia, fallisce a causa dell'attacco di Borgius, con Ultimatia che ripristina il suo corpo riavvolgendo il tempo ma con i ricordi di aver sperimentato la paura e il dolore della morte, divenendo niente più che un burattino nelle mani della stirpe degli Alati. Muore presumibilmente quando la capitale viene distrutta dai draghi.
Hugo Robles (ユゴ・ロブレス?, Yugo Roburesu)
Ex capo spadaccino dei Manti Argentati, che ha scelto di rimanere a Lese insieme ad altri membri nella speranza di poter ritrovare la sua famiglia residente a Donapierru, nominando Shin suo successore. Aiuta Leonica e Sykes a salvare i rifugiati del regno dall'esercito di Garness sotto il controllo di Chantioras, finché quest'ultimo non matura e venendo messo al tappeto. Sopravvissuto alla presenza di Gilzea cancellandone i ricordi, parte dalla città portuale di Nephrean verso il territorio del Culto del Sole in modo da ricongiungersi ai suoi compagni.